# Cundinamarca whitei
Cundinamarca whitei är en fjärilsart som beskrevs av Louis Beethoven Prout 1934. Cundinamarca whitei ingår i släktet Cundinamarca och familjen mätare. Inga underarter finns listade i Catalogue of Life.